# Ciampa cuneifera
Ciampa cuneifera är en fjärilsart som beskrevs av Walker 1862. Ciampa cuneifera ingår i släktet Ciampa och familjen mätare. Inga underarter finns listade i Catalogue of Life.